# (1430) Somalia
(1430) Somalia est un astéroïde de la ceinture principale découvert le 5 juillet 1937 à Johannesbourg par l'astronome sud-africain Cyril V. Jackson.

## Nom
(1430) Somalia porte le nom de la Somalie, État situé dans la corne de l'Afrique. La citation de nommage indique en effet :

« Nommé d'après l'État du nord-est de l'Afrique. »

— Minor Planet Circular 5181,